# Вільгельм Шуберт (унтерофіцер СС)
Вільгельм Карл Фердинанд Шуберт (нім. Wilhelm Karl Ferdinand Schubert; 8 лютого 1917, Магдебург, Німецька імперія — 12 січня 2006, Золінген, Німеччина) — німецький воєнний злочинець, обершарфюрер СС, блокфюрер у концтаборі Заксенгаузен.

## Біографія
Вільгельм Шуберт народився 8 лютого 1917 року в сім'ї слюсаря Ернста Шуберта та його дружини Паули. Після його народження сім'я переїхала до Глогау. До квітня 1931 року там відвідував протестантську народну школу. Після закінчення школи навчався слюсарної справи у свого батька, який був слюсарем-механіком, і став налагоджувачем терезів. З 1 грудня 1931 року Шуберт перебував у Гітлер'югенді, а в листопаді 1933 року приєднався до Штурмового загону (СА). З 1 листопада 1934 року проходив військову службу у 8-му піхотному полку у Глогау та завершив її у чині єфрейтора запасу наприкінці грудня 1935 року. Згодом приєднався до підрозділів СС «Мертва голова». 1 квітня 1936 року приєднався до 10-ї сотні роти СС «Ельба». З 1936 року служив у концтаборі Ліхтенбург, у 1937 році закінчив школу для унтерофіцерів СС при концтаборі Дахау. 1 травня 1937 року вступив до НСРПН. У травні 1938 року був переведений до концтабору Заксенгаузен, де спочатку служив у політичному відділі, а потім у поштовому відділенні. У серпні 1939 року став блокфюрером табору; він отримав прізвисько Пістолет-Шуберт через його захоплення стрільбою. Шуберт особисто вбив 46 людей. 3 квітня 1942 року він убив німецького орнітолога Вільгельма Шустера: під час ранкового аппеля Шуберт вилаяв Шустера та почав бити його кулаками, а коли Шустер лежав на землі, Шуберт кілька разів наступив йому на обличчя. Шустер помер на площі.
З 15 липня 1942 року служив у складі 7-ї добровольчої гірської дивізії СС «Принц Ойген», яка дислокувалася у Банаті у Югославії. У травні 1943 році довелося перенести операцію на шлунку у шпиталі СС у Відні, а у серпні 1943 року був направлений у роту у танковому єгерському запасному навчальному підрозділі у Растенбурзі. Наприкінці грудня 1943 року був переведений у дивізію СС «Тотенкопф», яка перебувала у Польщі. На початку 1944 року навчав рекрутів у Румунії.
У липні 1944 року, після двох років служби в армії був вперше направлений у район Гродно, де служив як командир взводу, а потім як ординарець. 21 жовтня 1944 року отримав поранення у ногу та отримав різні опіки у районі Варшави. Після одужання у січні 1945 року знову відправили на озеро Балатон в Угорщині. У квітні 1945 року під час боїв навколо Відня був поранений осколками у голову та плече і доставлений на перев'язувальний пункт поблизу Амштеттена на Дунаї. 8 травня 1945 року потрапив у полон до американських військ. Шуберт перебував у різних табори для військовополонених СС на півдні Німеччини. 21 серпня 1946 року втік з табору для інтернованих у Лангвассері. У серпні 1946 року прибув до Лейпцигу, де жила його дружина та сестра. Там його заарештували 2 грудня 1946 року, після того, як його впізнали колишні ув'язнені концтабору Заксенгаузен. Разом з іншими співробітниками табору йому було висунуто звинувачення радянським військовим трибуналом у Берліні. 31 жовтня 1947 року його засудили до довічної примусової праці. Він відбував покарання у Воркутинському ВТТ. 14 січня 1956 року потрапив під амністію, його передали ФРН, але 8 лютого знову був заарештований і разом з Густавом Зорге постав перед земельним судом Бонна, де йому були інкриміновані злочини, скоєні у концтаборі. Предметом судового розгляду була участь у масових вбивствах 10 000 радянських військовополонених, а також численні замахи на життя в'язнів табору. Самого Шуберта звинуватили у 46 вбивствах. 6 лютого 1959 року суд виніс Зорге та Шуберту вирок у вигляді довічного позбавлення волі та додатково 15 років ув'язнення. Відбував покарання у в'язниці Ремшайда. 31 січня 1986 року був достроково звільнений. Після звільнення проживав у Золінгені та помер у 2006 році.